# Cala en Blanes
Cala en Blanes está situada en la isla de Menorca y concretamente al este del municipio de Ciudadela. Está a cuatro kilómetros del casco urbano, situada entre Punta de Cala en Blanes y na Marí.

## Descripción
Es una cala tranquila, de unos cuarenta metros de longitud, que se mantiene resguardada de los vientos que soplan en la zona.
Esta cala tiene dimensiones pequeñas y siempre hay bañistas. La particularidad de la cala es su palmeral, utilizado como a merendero.
Se puede llegar a pie o en coche particular.